# Tortula guepinii
Tortula guepinii är en bladmossart som beskrevs av Brotherus 1902. Tortula guepinii ingår i släktet tussmossor, och familjen Pottiaceae. Inga underarter finns listade i Catalogue of Life.